# ヒガアロハ
ヒガアロハ（2月10日 - ）は、日本の女性漫画家。京都府出身。

## 経歴
2006年に『月刊フラワーズ』（小学館）同年4月号に掲載された『しろくまカフェ』で第22回コミックオーディション銀の花賞を受賞し、デビュー。2012年に同作がテレビアニメ化された。同作品は、アニメ化の際の編集部とのトラブルにより7月号から自主休載が行われた。本人のTwitter上で無期限休載と発表され、7月28日発売の9月号より連載は再開されたものの、2013年に連載を終了。翌2014年に『Cocohana』（集英社）へ移籍して連載を継続している。
アルバイトで大阪デザイナー専門学校の講師を務めている。

## 作品リスト

### 漫画
- しろくまカフェ（『月刊フラワーズ』2006年 - 2013年）単行本全5巻
  - しろくまカフェ today's special（『Cocohana』2014年 - 連載中）
- パドルアウト（『凛花』2007年）

### イラスト
- 総合教育技術（2010年 - 2011年）表紙

### 出演
- しろくまカフェ（2012年11月1日）- ヤマアラシファンクラブ 役 ※声の出演